# جماعة القربان
جماعة القربان أو العلاهية (لفظ منحوت لكلمتي علي وإلهية) هي جماعة دينية تنتسب إلى المذهب الإسلامي الشيعي الاثنا عشري. نشأت جماعة القربان في العراق، ووصل امتدادها إلى لبنان وإيران. لا يعرف الكثير حول هذه الجماعة، فهناك من يقول أن هذه الجماعة تؤله علي بن أبي طالب، وبين من يقول أنهم يغالون في حبه، لكن أبرز ما تقوم به الجماعة هو طقوس الانتحار أو ما يعرف بطقوس «التضحية بالنفس» لدى أعضاءها، مما لاقى جدلًا واسعًا وأدى للعديد من حالات الانتحار في مختلف المدن.
في مايو 2024 أعلن جهاز الأمن الوطني العراقي عن اعتقاله لزعيم جماعة القربان، مما أسفر عن تفكيك عدد من خلاياها أثر اعترافاته.

## تاريخ
لا يعرف تاريخ نشأة الجماعة بالتحديد، إلا أن ظهورها للعلن بدأ في 2020 بالقرب من سوق الشيوخ في مدينة الناصرية، ووصل انتشارها في بداياتها لمدينتي الديوانية والبصرة. يعتقد بأن الجماعة تأثرت بالتيارات الإيرانية نظرًا لزيارة منتسبي الجماعة العتبة الرضوية في مشهد سنويًا مشيًا على الأقدام، وهو أمر غير متعارف عليه عند عموم الشيعة. يقدر خبراء أمنيون أن عدد منتسبي هذه الجماعة يتراوح بين 1500 إلى 2000 شخص.
أدت فكرة التضحية بالنفس إلى حدوث انقسامات كبيرة داخل الجماعة، مما أسفر عن تخلي العديد من الأعضاء عن الجماعة.

## الانتحار
يعد الانتحار أحد أبرز طقوس هذه الجماعة، إذ يقوم أعضاءها على شكل قرعة بتقديم أنفسهم كقربان لعلي بن أبي طالب عن طريق إنهاء أرواحهم. وقد سجلت مدينة الناصرية ثلاث حالات انتحار بالقرب من أحد المواكب الحسينية جنوب المدينة، أحدها لشاب يبلغ من العمر 15 عامًا قام بالانتحار شنقًا باستخدام حبل كهربائي، وقد سجلت عشرات الحالات في جنوب العراق.
في يوليو 2023، أقدم مواطن لبناني على الانتحار في الضاحية الجنوبية ببيروت بعد عدة أيام من عودته من مقر إقامته في كندا عن طريق رمي نفسه عاريًا من أحد المباني السكنية، وقد حاولت زوجته الانتحار بنفس الطريقة بعده بيوم إلا أن محاولتها فشلت واعترفت بدوافع الانتحار بعد التحقيق.